# Kościoły orientalne

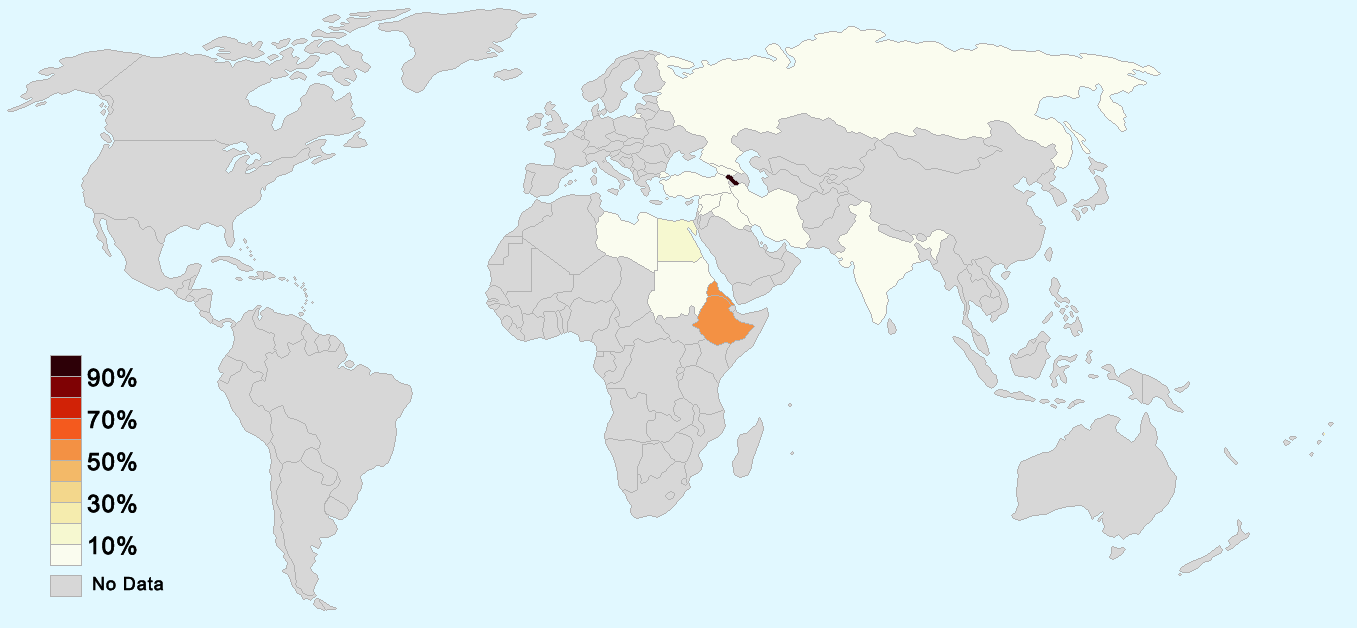
Rozmieszczenie wiernych Kościołów orientalnych

Kościoły orientalne (vel przedchalcedońskie, niechalcedońskie, ortodoksyjne orientalne, monofizyckie, Mniejsze Kościoły Wschodnie, Starożytne Kościoły Wschodnie, Orientalne Kościoły Prawosławne) – grupa wschodnich Kościołów chrześcijańskich, które nie przyjęły postanowień soboru chalcedońskiego w 451 roku. Należy do niej sześć Kościołów: koptyjski, etiopski, erytrejski, jakobicki, malankarski, ormiański.
Według starszych poglądów historyków Kościoła za przyczynę nieporozumień Kościołów zachodniego i wschodniego podawano odmienne zdanie odnośnie do natury Chrystusa, której określenie stało się kluczowym punktem sporów teologicznych. Nowsze badania jednak ustaliły, że przyczyn rozejścia się Kościołów należy upatrywać w imperialnej polityce Cesarstwa Bizantyńskiego.
Kościoły przedchalcedońskie od drugiej połowy XX wieku prowadzą dialog ekumeniczny z Kościołem prawosławnym. W latach 1964, 1967, 1970 i 1971 miały miejsce cztery nieoficjalne konferencje. W 1988 roku odbył się dialog oficjalny. W 1990 roku została podpisana deklaracja z Chambéry, na mocy której Kościoły chalcedońskie zostały uznane przez Kościół prawosławny za ortodoksję. Podobne dialogi prowadzone są z Kościołem katolickim. Dotychczas zostało opracowane jedno stanowisko w najbardziej spornej kwestii, tj. stosunku do natury Chrystusa.

## Charakterystyka
Kościoły orientalne należą do jednej wspólnoty, jednak każdy posiada w swoim obrębie własne tradycje, wywodzą się z różnych doktryn teologicznych, zachowują też własną liturgię. Łączy je wspólne podejście do natury Syna Bożego. Przyjęcie postanowień Soboru chalcedońskiego stwarzało według nich podstawy pod potencjalną herezję dualistyczną oraz zaprzeczało jedności osoby Chrystusa.
Choć Kościoły przedchalcedońskie wyznają monofizytyzm, odrzucają poglądy twórcy tej doktryny, Eutychesa, który głosił asymilację człowieczeństwa Chrystusa z jego Boską naturą. Bliższy jest im pogląd Cyryla z Aleksandrii, według którego Słowo stało się ciałem, tworząc jedną hipostazę, przy jednoczesnym zachowaniu niezmienionej natury ludzkiej.

## Kościoły orientalne

### Ryt antiocheński (zachodniosyryjski)
- Syryjski Kościół Ortodoksyjny
  - Malankarski Syryjski Kościół Ortodoksyjny
- Malankarski Kościół Ortodoksyjny
- Niezależny Kościół Malabarski

### Ryt aleksandryjski
- Koptyjski Kościół Ortodoksyjny
- Etiopski Kościół Ortodoksyjny
- Erytrejski Kościół Ortodoksyjny

### Ryt ormiański
- Apostolski Kościół Ormiański